# Pseudolampona kroombit
Pseudolampona kroombit is een spinnensoort uit de familie Lamponidae. De soort komt voor in Queensland.